# Monacia-d'Orezza
Pour les articles homonymes, voir Monacia (homonymie).
Monacia-d'Orezza est une commune française située dans la circonscription départementale de la Haute-Corse et le territoire de la collectivité de Corse. Le village appartient à la piève d'Orezza, en Castagniccia.

## Géographie

### Situation
Monacia-d'Orezza se situe dans la pieve d'Orezza, au cœur de la microrégion de la Castagniccia, dans le parc naturel régional de Corse auquel elle a adhéré, dans son « territoire de vie » nommé Castagniccia.

### Géologie et relief
Monacia-d'Orezza est une commune de moyenne montagne, sans façade littorale, située dans la « Corse schisteuse » au nord-est de l'île, dans le prolongement de l'arête schisteuse du Cap Corse ou massif de la Serra, orientée dans un axe nord-sud, qui se poursuit avec le massif du San Petrone et se termine au sud de la Castagniccia.
Son territoire s'étend depuis les crêtes à l'est d'un chaînon secondaire indépendant de l'axe principal du massif du San Petrone orienté comme lui dans un axe nord-sud, jusqu'au-delà la rive gauche du ruisseau d'Andegno à l'ouest. Entre, s'écoulent au nord le Fium'Alto et au sud l'Alesani.
Ce territoire est représenté :
- à l'est, par un cirque, bassin versant du ruisseau Pollace[2] dont le principal affluent est le ruisseau de Colombaja ;
- à l'ouest, par un relief encaissé partagé en plusieurs vallons par trois arêtes de montagne s'épaulant sur un petit chaînon comprenant les Punta Deci Bughi (748 m) et Punta Rossa (895 m), articulé à la Pointe Castello Mozzo (1 118 m) du chaînon secondaire indépendant précité. Cette ligne de crête sépare Monacia-d'Orezza de Piazzole. Dans ces vallons s'écoulent les ruisseaux de Mustaco, d'Acquanili, de Chiusa et de Nicchiosa, tous affluents du ruisseau d'Andegno.

### Hydrographie
Le ruisseau d'Andegno est le principal cours d'eau communal. Long de 5,2 km, il prend source sur Valle-d'Orezza et traverse les communes de Parata, Piedicroce, Monacia-d'Orezza et Piazzole pour se jeter dans le Fium'Alto.
Ses principaux affluents sur la commune sont les ruisseau Pollace (ou ruisseau de Picchiajolo), ruisseau de Rossi, ruisseau de Nicchiosa, ruisseau d'Acquanili et ruisseau de Mustaco.

### Climat et végétation
Monacia-d'Orezza bénéficie des conditions climatiques tempérées et humides concernant l'ensemble de la partie orientale de la Castagniccia.
Son dense réseau hydrographique en fait une commune verte, avec un manteau végétal épais composé essentiellement de châtaigneraies le plus souvent présentes sous forme de vergers ou de taillis, et de chênaies. Les parties hautes exposées au midi, sont dénudées, couvertes de pelouses. Le territoire abandonné par ses habitants au début du XXe siècle, ne présente plus que de rares surfaces cultivées ou défrichées.

### Voies de communication et transports

#### Accès routiers
La route départementale D 46 est la seule route traversant la commune, la reliant au nord à Piazzole, et au sud à Parata.

#### Transports
Éloigné des métropoles, non desservi par les transports publics de voyageurs hormis les cars de ramassage scolaire, le village de Teglia est distant, par route, de :
- 32 km de la gare de Casamozza qui est la gare la plus proche, 38 km de la gare de Ponte-Nuovo, et 39 km de la gare de Ponte-Leccia ;
- 37 km de l'aéroport de Bastia Poretta, aéroport le plus proche ;
- 55 km du port de commerce de Bastia.

## Urbanisme

### Typologie
Monacia-d'Orezza est une commune rurale, car elle fait partie des communes peu ou très peu denses, au sens de la grille communale de densité de l'Insee,,,.
Par ailleurs la commune fait partie de l'aire d'attraction de Bastia, dont elle est une commune de la couronne. Cette aire, qui regroupe 93 communes, est catégorisée dans les aires de 50 000 à moins de 200 000 habitants,.

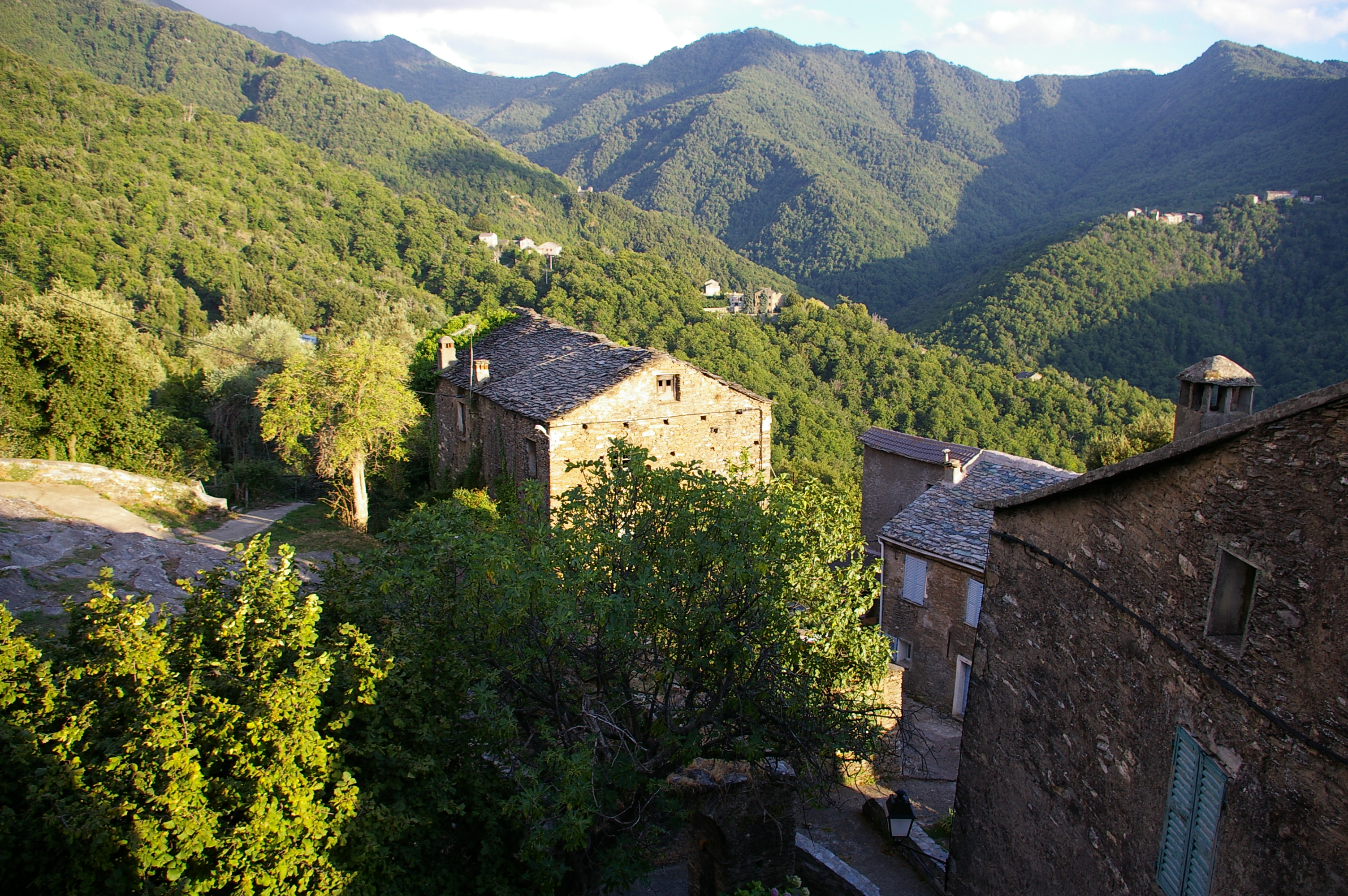
Vue du hameau de Teglia.

Le village est composé de cinq hameaux : Osto, au nord, Picchiaracce et Teglia où se trouve la mairie, au centre, et Gallico et Casanova au sud.

### Occupation des sols
L'occupation des sols de la commune, telle qu'elle ressort de la base de données européenne d’occupation biophysique des sols Corine Land Cover (CLC), est marquée par l'importance des forêts et milieux semi-naturels (100 % en 2018), une proportion identique à celle de 1990 (100 %). La répartition détaillée en 2018 est la suivante : 
forêts (83,7 %), espaces ouverts, sans ou avec peu de végétation (16,3 %). L'évolution de l’occupation des sols de la commune et de ses infrastructures peut être observée sur les différentes représentations cartographiques du territoire : la carte de Cassini (XVIIIe siècle), la carte d'état-major (1820-1866) et les cartes ou photos aériennes de l'IGN pour la période actuelle (1950 à aujourd'hui).

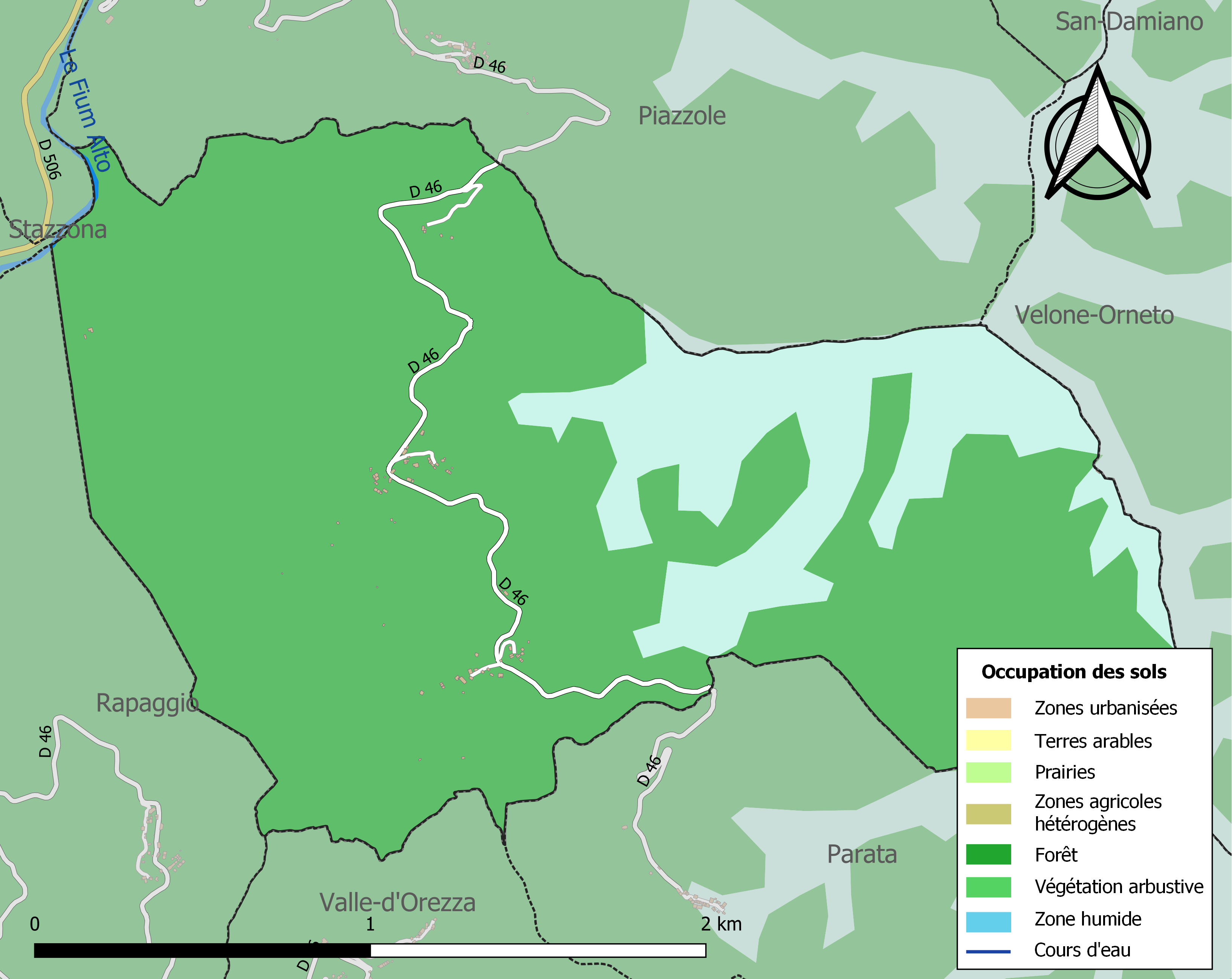
Carte des infrastructures et de l'occupation des sols de la commune en 2018 (CLC).

## Histoire

### Époque contemporaine
{{Monacia d’Orezza village emblématique de la pieve d’Orezza, disposait jusqu’en 1934 d’un énorme monastère, édifié sur la place actuelle du village, au temps des génois.
Ce monastère, dont le toit fut détruit lors d’importantes chutes de neige (3/4m) en 1934, puis rasé quelques années plus tard, 
accueillait à cette époque, nombre de bergers des pieves environnantes, notamment lors des périodes de transhumance.
Reste aujourd’hui alors, ce qui a l’époque n’était que le couvent, qui hébergeait les religieux. 
Cette partie la, est aujourd’hui l’église dans sa totalité.}}

## Politique et administration

### Liste des maires
| Période                                  | Période  | Identité               | Étiquette | Qualité  |
| ---------------------------------------- | -------- | ---------------------- | --------- | -------- |
| mars 2001                                | 2008     | M. Fantini             | PRG       | .        |
| mars 2008                                | 2020     | Antoine-Joseph Fantini | PRG       | Retraité |
| mars 2020                                | En cours | Pascal Fantini         | PRG       |          |
| Les données manquantes sont à compléter. |          |                        |           |          |

## Population et société

### Démographie
L'évolution du nombre d'habitants est connue à travers les recensements de la population effectués dans la commune depuis 1800. Pour les communes de moins de 10 000 habitants, une enquête de recensement portant sur toute la population est réalisée tous les cinq ans, les populations de référence des années intermédiaires étant quant à elles estimées par interpolation ou extrapolation. Pour la commune, le premier recensement exhaustif entrant dans le cadre du nouveau dispositif a été réalisé en 2007.

En 2022, la commune comptait 24 habitants, en évolution de −11,11 % par rapport à 2016 (Haute-Corse : +5,15 %, France hors Mayotte : +2,11 %).
| 1800 | 1806 | 1821 | 1831 | 1836 | 1841 | 1846 | 1851 | 1856 |
| ---- | ---- | ---- | ---- | ---- | ---- | ---- | ---- | ---- |
| 386  | 392  | 385  | 404  | 414  | 427  | 444  | 460  | 394  |

| 1861 | 1866 | 1872 | 1876 | 1881 | 1886 | 1891 | 1896 | 1901 |
| ---- | ---- | ---- | ---- | ---- | ---- | ---- | ---- | ---- |
| 367  | 371  | 327  | 338  | 303  | 323  | 313  | 355  | 310  |

| 1906 | 1911 | 1921 | 1926 | 1931 | 1936 | 1946 | 1954 | 1962 |
| ---- | ---- | ---- | ---- | ---- | ---- | ---- | ---- | ---- |
| 340  | 300  | 314  | 310  | 156  | 211  | 157  | 139  | 111  |

| 1968 | 1975 | 1982 | 1990 | 1999 | 2006 | 2007 | 2012 | 2017 |
| ---- | ---- | ---- | ---- | ---- | ---- | ---- | ---- | ---- |
| 65   | 50   | 48   | 22   | 30   | 32   | 32   | 32   | 25   |

| 2022 | - | - | - | - | - | - | - | - |
| ---- | - | - | - | - | - | - | - | - |
| 24   | - | - | - | - | - | - | - | - |

## Culture locale et patrimoine

### Lieux et monuments

#### Ancienne église paroissiale Saint-Mamilien

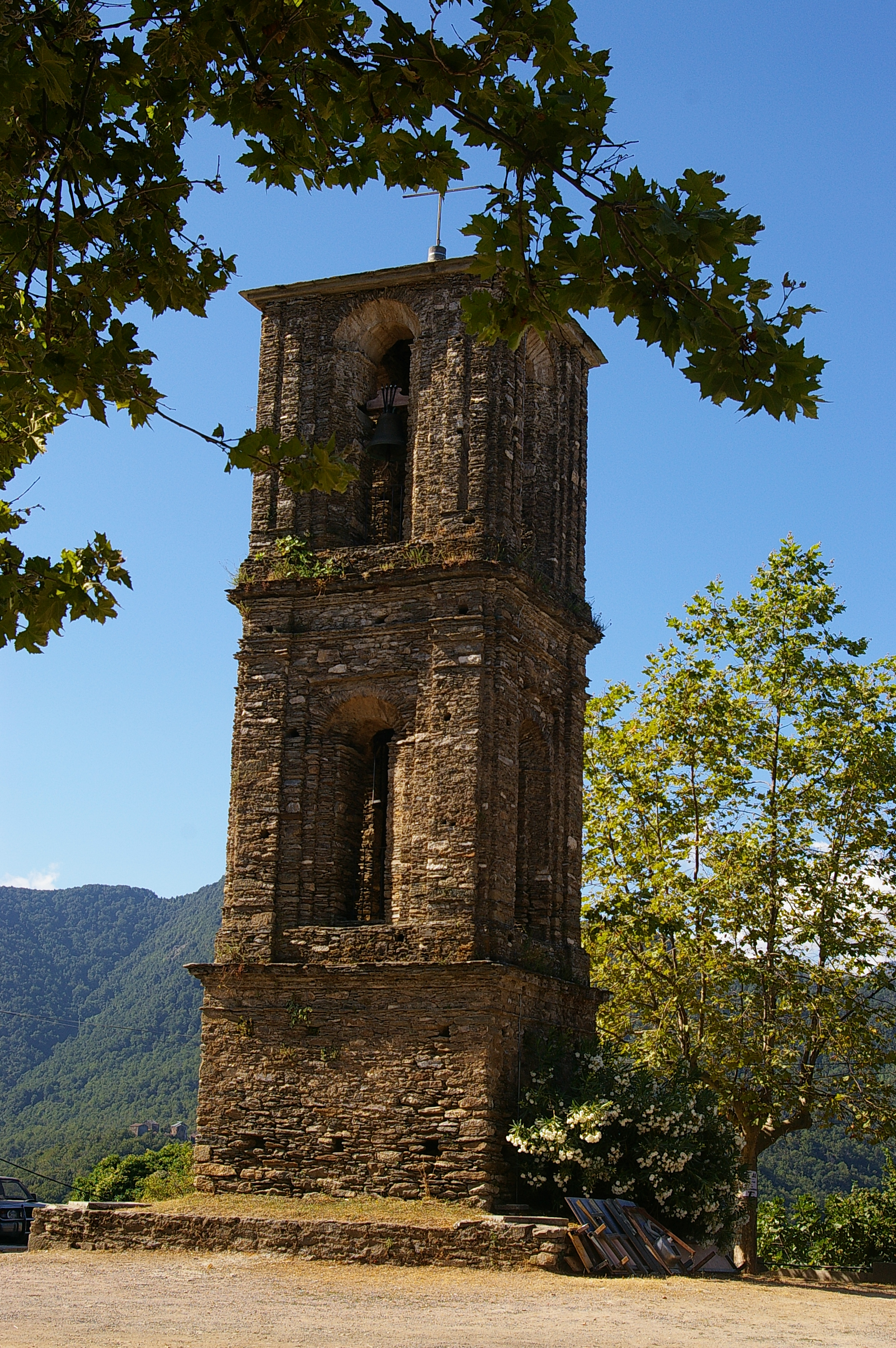
Clocher de Monacia d'Orezza.

L'ancienne église paroissiale Saint-Mamilien, qui se trouve à Teglia, existait déjà en 1589 puisque Monseigneur Nicolao Mascardi la mentionne dans le rapport de sa visite pastorale. Son toit s'est effondré en février 1934 sous le poids de la neige puis, après être restée pendant de longues années à l'abandon, elle a été rasée au sol dans les années 70. Son clocher est daté de 1797. Seul subsiste aujourd'hui le clocher qui domine la vallée. L'édifice est repris à l'inventaire général du patrimoine culturel.

#### Ancienne chapelle de la confrérie Saint-Charles Borromée, actuellement église paroissiale
L'ancienne chapelle de confrérie (a casazza) Saint-Charles Borromée, confrérie de pénitents blancs voisine de l'ancienne église Saint-Mamilien, a été érigée en cure. Elle est l'actuelle église paroissiale. Édifice de plan allongé, à chevet plat, formé d'une nef unique et d'un chœur voûté en berceau à lunettes, il est à l'inventaire général du patrimoine culturel, .

#### Église San Bertolomeo
L'église Saint-Barthélémy (San Bertolomeo sur les cartes, San Bertolu en langue corse) date des XVIIe et XVIIIe siècles. Elle a été construite sur la ligne de crête séparant la commune de celle de Velone-Orneto, à 1 074 mètres d’altitude, près de la Pointe de Stolo. Elle se situe sur le sentier de randonnée Mare e monti. Bâtie en schiste et moellon, elle est enduite  partiellement. Sa couverture est de schiste. Elle est à l'inventaire général du patrimoine culturel.

#### Chapelle privée Saint-Jean l'Évangéliste
L'édifice religieux se trouve au hameau de Casanova. Datant du XVIIe siècle, il est de plan allongé, à chevet plat, formé d'une nef unique et d'un chœur voûtés en berceau à lunettes. On note la présence d'un campanile à baie libre cintrée. La chapelle est à l'inventaire général du patrimoine culturel.

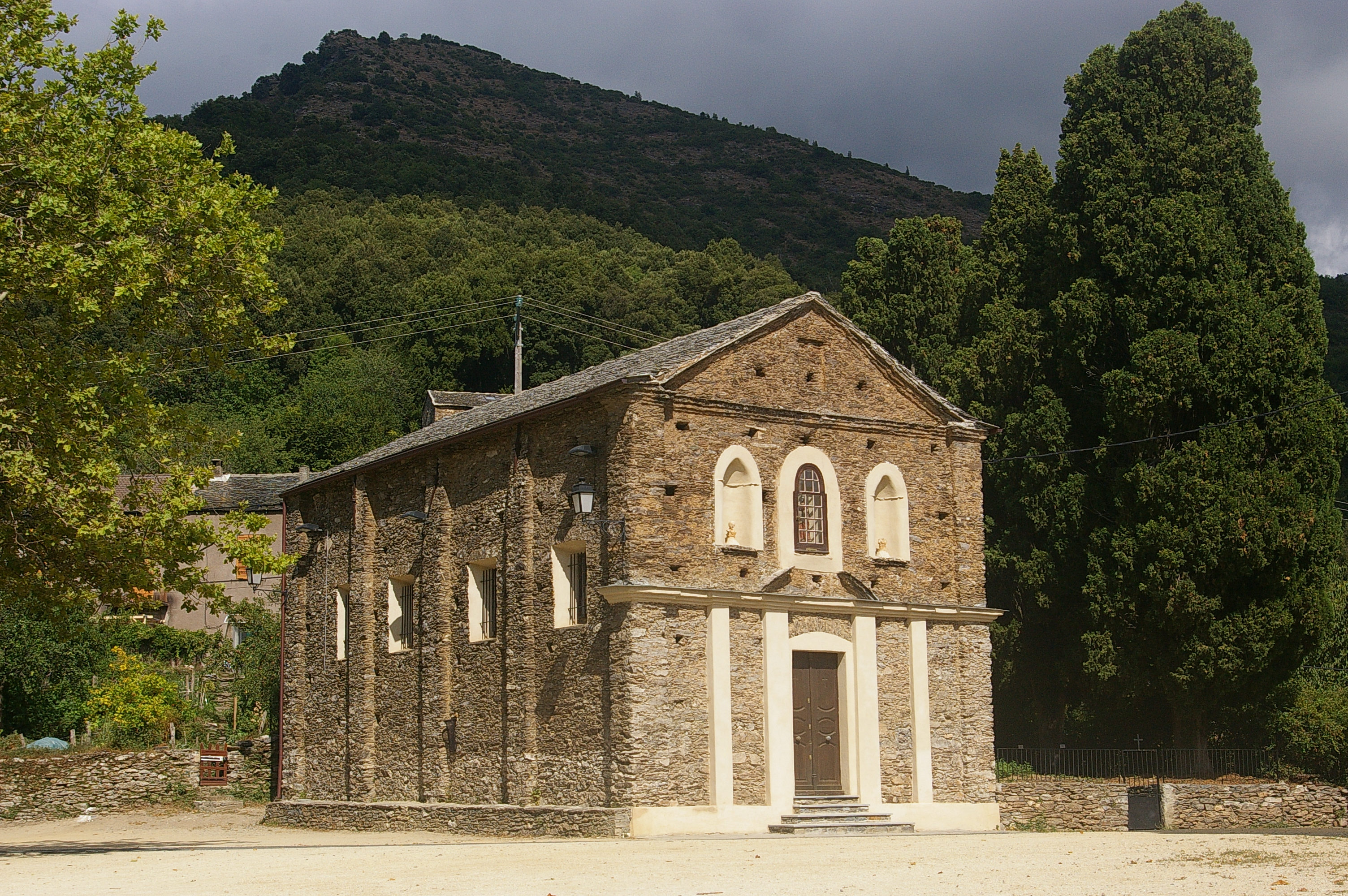
Chapelle Saint-Charles vue de la place.
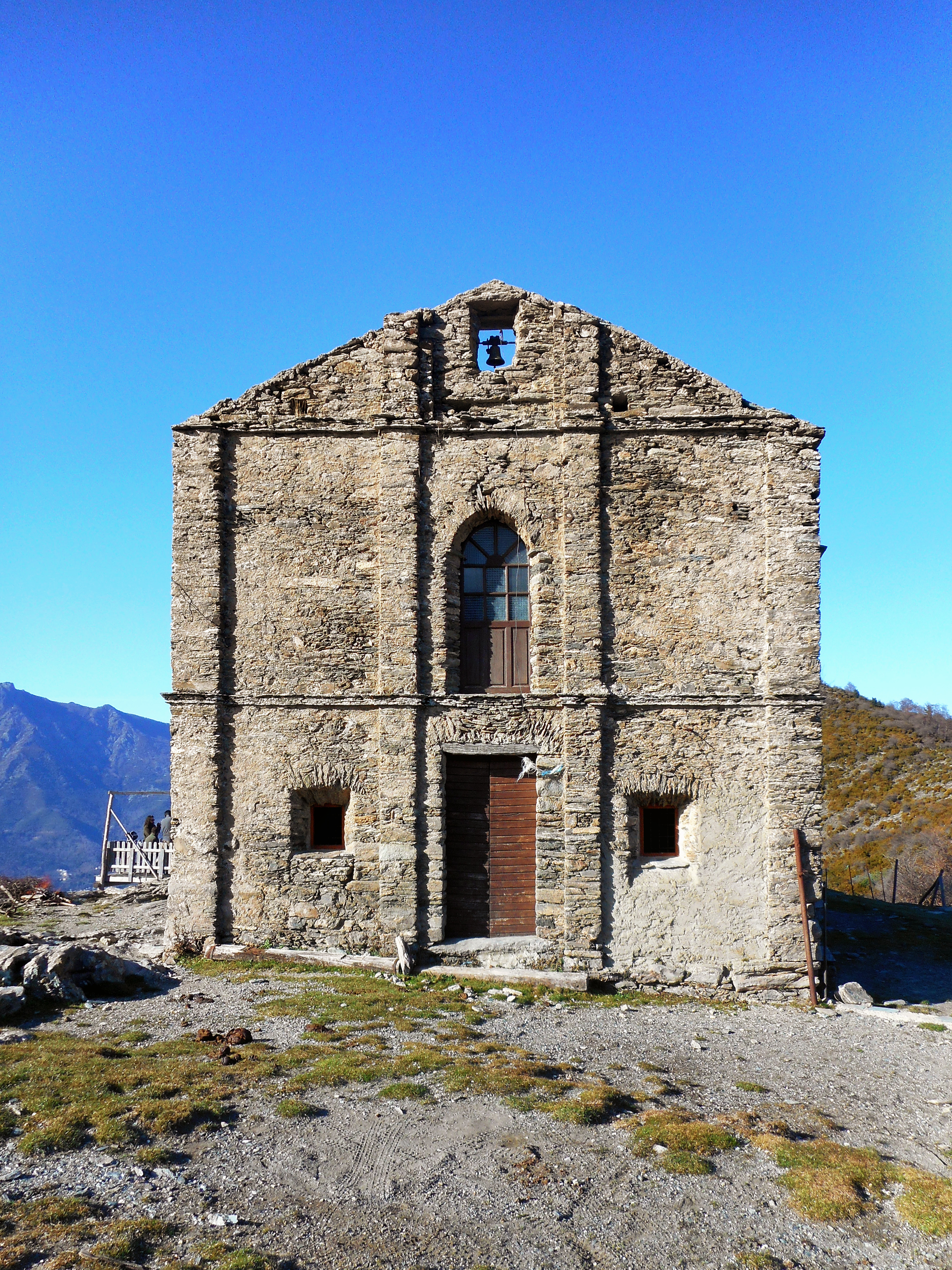
Église San Bertolomeo.

### Patrimoine naturel

#### Parc naturel régional
Monacia-d'Orezza est une commune adhérente au parc naturel régional de Corse, dans son « territoire de vie » appelé Castagniccia.

#### ZNIEFF
La commune est concernée par deux zones naturelles d'intérêt écologique, faunistique et floristique de 2e génération :
Châtaigneraies de la Petite Castagniccia
Monacia-d'Orezza fait partie des 43 communes concernées par la zone qui couvre une superficie totale de 10 559 ha. Cette zone s'étend sur le territoire appelé localement « la petite Castagniccia », dont 60 % sont couverts par les châtaigneraies. Elle fait l'objet de la fiche ZNIEFF 940004146 - Châtaigneraies de la Petite Castagniccia.
Forêts et pelouses sommitales du Monte Olmelli
La zone couvre une superficie de 719 ha de neuf communes. Il s'agit d'une crête étroite avec localement des petites surfaces aplanies recouvertes de pelouses, qui comprend la chaîne et les hauts versants boisés du massif du Monte Olmelli qui sépare la région du Morianincu, de la Castagniccia. Elle fait l'objet de la fiche ZNIEFF 940004145 - Forêts et pelouses sommitales du Monte Olmelli.